# Ullevi Tennisklubb
Ullevi Tennisklubb är en ideell tennisförening bildad 1944 med drygt 1 200 medlemmar. 2007 vann klubben elitserien i tennis för herrar. Klubbens hall, Ullevi Tennishall, ligger centralt i Göteborg mitt emot Trädgårdsföreningen. Där finns totalt sju inomhusbanor med hardcourt-underlaget Greenset. Sex av banorna har godkända mått för tävlingsspel medan den sjunde banan endast är en träningsbana för singel.
År 2005 var ett händelserikt år då väsentliga förändringar, framförallt inom tennisverksamheten, genomfördes. Klubbens förändringsarbete rönte stor uppmärksamhet vilket ledde till att klubben av Svenska Tennisförbundet utsågs till "Årets Tennisklubb 2005".
Av klubbens cirka 1 200 medlemmar är cirka 500 barn och ungdomar som regelbundet deltar i någon form av organiserad träningsverksamhet.
Ullevi tennisklubb gjorde en ombyggnad av sitt kafé och sitt klubbrum 2010, och uppdaterade sin meny till fräschare och bättre mat.
Ullevi Tennisklubb har sitt ursprung i Göteborgs Tennisklubb och ytterst i Göteborgs Idrottsförbund. Ullevi Tennishall invigdes redan 1901.